# Воронеж (Сумская область)
Воронеж (укр. Вороніж) — посёлок, Шосткинская городская община, Шосткинский район, Сумская область, Украина.

## Географическое положение
Посёлок городского типа Воронеж находится на берегу реки Осота, выше по течению на расстоянии в 3 км расположено село Гуково, ниже по течению на расстоянии в 2 км расположено село Масиков. На реке несколько запруд.

## История
Территория современного посёлка была заселена с давних времён. В Воронеже были найдены изделия из кремня и камня (молотки, топоры). По данным местного краеведа, археолога И. С. Абрамова, здесь выявлены поселения бронзового века, эпохи скифов, поселения славян VII—VIII веков, а на рубеже IX в. эту территорию стало заселять славянское племя северян. У северной окраины посёлка ещё в начале XX века существовало несколько курганов-могильников.
Долгое время идёт дискуссия о Воронеже XII века. Так, историк Е. А. Болховитинов ещё в 1800 году, в совершенстве изучая историю города Воронеж, писал: «Есть на Руси ещё два одноимённых Воронежу городка, из которых первый Воронеж находится в бывшей Новгород-Северской, а ныне Черниговской губернии, и был городком Нежинского полка».
Близ посёлка Воронеж на месте раскопа археологи нашли более 500 элементов керамики, что говорит о существовавшем здесь древнерусском поселении XI—XII веков.
18 февраля 1664 года во время похода армии короля Яна II Казимира, в окрестностях Воронежа русские войска князя Григория Ромодановского разбили войска коронного гетмана Стефана Чарнецкого.
В 1890 году Воронеж являлся местечком Воронежской волости Глуховского уезда Черниговской губернии Российской империи, в котором насчитывалось 620 дворов и 3254 жителя, действовали 4 православные церкви, школа, 4 постоялых двора, 17 лавок, свеклосахарный завод и регулярно проходили ярмарки.
В 1938 году Воронежу присвоен статус посёлка городского типа.
В ходе Великой Отечественной войны в 1941—1943 гг. селение было оккупировано немецкими войсками.
В 1969 году численность населения составляла 10 тыс. человек, крупнейшим предприятием был Воронежский сахарный завод.
В январе 1989 года численность населения составляла 9 108 человек.
В июле 1995 года Кабинет министров Украины утвердил решение о приватизации находившихся здесь Воронежского сахарного завода, птицеводческого совхоза «Придеснянский» и совхоза «Шосткинский».
На 1 января 2013 года численность населения составляла 7182 человека.

## Промышленность
Современная промышленность посёлка представлена: пищевой (производство макарон, семечек, рыбных консервов) и мебельной (небольшая фабрика). В советское время в посёлке находились кирпичный и сахарный заводы, основанные ещё до революции 1917 г. Значительная часть населения трудилась на этих заводах, но после распада СССР работа заводов постепенно прекратилась.

## Транспорт
Через посёлок проходят несколько веток железной дороги, станции Терещенская (в 1980—2007 гг. называлась Воронежская), Осота и Бригадный.
Автомобильная дорога Т-1907.

## Культура и образование
Воронежская общеобразовательная школа I—III ступеней имени П. А. Кулиша (ранее — школа № 1). В ней созданы и открыты для посещения музеи: П. А. Кулиша, этнографический и исторический музей посёлка.
В посёлке также расположены:
- Шосткинская центральная районная библиотека;
- Школа искусств;
- Воронежский учебно-воспитательный комплекс, общеобразовательная школа I—II ступеней (ранее — школа № 3);
- Воронежское отделение государственного учебного заведения «Шосткинский центр профессионально-технического образования».

В 2003 году одна школа была закрыта. В 2005 году в посёлке был продан и полностью снесён детский сад «Родничок». В данный момент положение изменилось и теперь в детских садах («Чебурашка», «Вишенька») не хватает мест.

## Религия
В посёлке на реке Осоте находятся три православные церкви — Спасо-Преображенская, Михайловская и Покровская. Раньше еще были Успенская и Троицкая церкви. Священнослужители церквей:
- Успенская церковь
  - 1888—1898 — священник Матвей Тищенко
- Преображенская церковь
  - 1888 — священник Василий Андреев
- Покровская церковь
  - 1888 — священник Иван Тихомиров
- Троицкая церковь
  - 1802 — священник Тимофей Дмитриевич Яковский
- Михайловская церковь
  - 1888 — священник Иван Бугославский, диакон Николай Покровский

Михайловская церковь является памятником архитектуры XVIII века. 28 марта 2010 года архиепископ Конотопский и Глуховский Лука освятил иконостас Спасо-Преображенского храма, средства на который жители посёлка собирали в течение 10 лет.

## Известные люди
- Иванов, Николай Кузьмич (1810—1880) — украинский оперный певец (тенор), проживавший в Италии.
- Банный, Михаил Георгиевич (1903—1962) — советский военный деятель, полковник (1942).
- Клочко, Николай Антонович (1907—1981) — Герой Советского Союза.
- Кулиш, Пантелеймон Александрович (1819—1897) — украинский писатель.
- Чуйкевич, Пётр Емельянович (1818—1874) — украинский педагог, этнограф.
- Абрамов, Иван Свиридонович — фольклорист, этнограф, историк, литературовед, краевед.
- Иващенко, Василий Иванович — писатель, автор книг «Николай Кибальчич», «Его ждала Галактика» и «За рекой, за Десною».
- Колесников, Константин Ильич (1908-1937) — Герой Советского Союза.